# Benhur Babaoğlu
Benhur Babaoğlu (* 29. März 1970 in Siirt) ist ein ehemaliger türkischer Fußballspieler und heutiger -trainer.

## Karriere

### Sportliche Karriere
Babaoğlu begann seine Karriere in der Saison 1988/89 bei Siirtspor. 1990 wechselte der Stürmer zum Ligakonkurrenten Malatyaspor und spielte dort zwei Jahre lang. Zur Saison 1992/93 kehrte er zurück zu Siirtspor und erzielte in 36 Ligaspielen 19 Tore. Galatasaray Istanbul wurde auf ihn aufmerksam und verpflichtete ihn im Sommer 1993. Aufgrund der starken Konkurrenz im Sturm mit Hakan Şükür, Arif Erdem, Uğur Tütüneker und Erdal Keser kam Babaoğlu zu fünf Ligaeinsätzen. Am Ende der Saison wurde er türkischer Meister. Es folgten Leihen an Antalyaspor und Eskişehirspor. 
1996 ging Babaoğlu zum Stadtrivalen Fenerbahçe Istanbul. In seiner ersten Saison für Fenerbahçe spielte der Stürmer zwei Ligaspiele und wurde danach an Yozgatspor und Diyarbakırspor ausgeliehen. 1999 verließ Babaoğlu Fenerbahçe und wurde Spieler von Yozgatspor. Danach folgten einjährige Engagements bei Sakaryaspor, Uşakspor und Beykozspor.

### Trainerkarriere
Benhur Babaoğlu war als Co-Trainer von Oktober 2011 bis Juni 2012 bei Vefa Istanbul tätig.

## Erfolge
Galatasaray Istanbul
- Türkischer Meister: 1994
- Cumhurbaşkanlığı Kupası: 1993